# 14a etapa del Tour de França de 2010
La 14a etapa del Tour de França de 2010 es disputà el diumenge 18 de juliol de 2010 sobre un recorregut de 184,5 km entre Revel i l'estació d'esquí d'Ax 3 Domaines. La victòria fou pel francès Christophe Riblon (AG2R La Mondiale), que arribà en solitari a la meta. Andy Schleck continuà de líder.

## Perfil de l'etapa
Primera etapa pirinenca de la l'edició de 2010 del Tour de França, amb dos ports de primer nivell en els darrers quilòmetres d'etapa.
Els primers 130 quilòmetres d'etapa són totalment plans, amb algunes pujades però que no puntuen per a la classificació de la muntanya. En canvi, els darrers 50 quilòmetres tenen un elevat nivell d'exigència, amb l'ascensió al difícil Port de Pailhères de categoria especial, i sense descans l'ascens a la meta final, situada a l'estació d'esquí d'Ax 3 Domaines.

## Desenvolupament de l'etapa
Només començar l'etapa es van escapar 11 corredors després d'un atac de Christian Knees (Milram). Entre ells hi havia Jens Voigt (Team Saxo Bank), Rémy di Grégorio (FDJ) i Dimitri Champion (BBox Bouygues Telecom). Els altres 7 ho deixaren estar al km 9, però al cap d'uns quilòmetres s'hi afegiren 5 ciclistes més Benoît Vaugrenard (FDJ), Christophe Riblon (AG2R La Mondiale), Jurgen van de Walle (Quick Step), Pierre Rolland (Bbox Bouygues Telecom) i Stéphane Augé (Cofidis) per formar un grup de 9 que ràpidament augmentà les diferències respecte al grup de favorits. Al pas pel primer esprint del dia, a Mirepoix (km 46), disposaven de 8' 40". La diferència no passà en cap moment dels 10' i a partir del km 70 l'equip Astana Qazaqstan Team endurí la cursa per preparar les ascensions al Port de Pailhères i Ax 3 Domaines. Aquesta acceleració feu que el grup d'escapats veiés reduïda la seva diferència a sols 5' a manca de 50 km.
En l'ascens a Pailhères el grup capdavanter va perdre efectius, quedant sols Riblon al capdavant. Per darrere atacà Carlos Sastre (Cervélo TestTeam) i Rafael Valls Ferri (Footon-Servetto), mentre que Lance Armstrong (Team RadioShack) perdia contacte amb els favorits. Sastre i Valls passaren pel port a 1' de Riblon.
A 10 km per a l'arribada a Ax 3 Domaines Riblon mantingué 2' respecte al grup del líder, que es va saber administrar en l'ascensió, per imposar-se en solitari amb 54" d'avantatge. Durant l'ascensió a Ax el gran control exercit entre Alberto Contador i Andy Schleck va fer viure moments surrealistes, amb Contador reduint la velocitat i permetent que els altres favorits els passessin al davant, mentre Schleck li aguantava la roda en tot moment. Finalment ambdós perderen 13" respecte Denís Ménxov i Samuel Sánchez.

## Esprints intermedis
| 1r | Benoît Vaugrenard (FRA)   | 6 pts |
| 2n | David Zabriskie (USA)     | 4 pts |
| 3r | Jurgen van de Walle (BEL) | 2 pts |

| 1r | Stéphane Augé (FRA)     | 6 pts |
| 2n | Amaël Moinard (FRA)     | 4 pts |
| 3r | Christophe Riblon (FRA) | 2 pts |

## Ports de muntanya
| 1r  | Christophe Riblon (FRA)   | 20 pts |
| 2n  | Amaël Moinard (FRA)       | 18 pts |
| 3r  | Jurgen van de Walle (BEL) | 16 pts |
| 4t  | Rafael Valls Ferri (ESP)  | 14 pts |
| 5è  | Carlos Sastre (ESP)       | 12 pts |
| 6è  | Vassil Kirienka (BLR)     | 10 pts |
| 7è  | Anthony Charteau (FRA)    | 8 pts  |
| 8è  | Damiano Cunego (ITA)      | 7 pts  |
| 9è  | Christophe Moreau (FRA)   | 6 pts  |
| 10è | Juan Manuel Gárate (ESP)  | 5 pts  |

| 1r | Christophe Riblon (FRA)     | 30 pts |
| 2n | Denís Ménxov (RUS)          | 26 pts |
| 3r | Samuel Sánchez (ESP)        | 22 pts |
| 4t | Jurgen van den Broeck (BEL) | 28 pts |
| 5è | Joaquim Rodríguez (ESP)     | 26 pts |
| 6è | Robert Gesink (NED)         | 14 pts |
| 7è | Andy Schleck (LUX)          | 12 pts |
| 8è | Alberto Contador (ESP)      | 10 pts |

## Classificació de l'etapa
|    | Ciclista                    | Equip                 | Temps      |
| -- | --------------------------- | --------------------- | ---------- |
| 1  | Christophe Riblon (FRA)     | AG2R La Mondiale      | 4h 52' 42" |
| 2  | Denís Ménxov (RUS)          | Rabobank ProTeam      | + 54"      |
| 3  | Samuel Sánchez (ESP)        | Euskaltel-Euskadi     | + 54"      |
| 4  | Andy Schleck (LUX)          | Team Saxo Bank        | + 1' 07"   |
| 5  | Joaquim Rodríguez (ESP)     | Team Katusha          | + 1' 07"   |
| 6  | Robert Gesink (NED)         | Rabobank ProTeam      | + 1' 07"   |
| 7  | Alberto Contador (ESP)      | Astana Qazaqstan Team | + 1' 07"   |
| 8  | Jurgen van den Broeck (BEL) | Omega Pharma-Lotto    | + 1' 07"   |
| 9  | Damiano Cunego (ITA)        | Lampre-Farnese Vini   | + 1' 49"   |
| 10 | Carlos Sastre (ESP)         | Cervélo TestTeam      | + 1' 49"   |

## Classificació general
|    | Ciclista                    | Equip                 | Temps       |
| -- | --------------------------- | --------------------- | ----------- |
| 1  | Andy Schleck (LUX)          | Team Saxo Bank        | 69h 02' 30" |
| 2  | Alberto Contador (ESP)      | Astana Qazaqstan Team | + 31"       |
| 3  | Samuel Sánchez (ESP)        | Euskaltel-Euskadi     | + 2' 31"    |
| 4  | Denís Ménxov (RUS)          | Rabobank ProTeam      | + 2' 44"    |
| 5  | Jurgen van den Broeck (BEL) | Omega Pharma-Lotto    | + 3' 31"    |
| 6  | Robert Gesink (NED)         | Rabobank ProTeam      | + 4' 27"    |
| 7  | Levi Leipheimer (USA)       | Team RadioShack       | + 4' 51"    |
| 8  | Joaquim Rodríguez (ESP)     | Team Katusha          | + 4' 58"    |
| 9  | Luis León Sánchez (ESP)     | Caisse d'Epargne      | + 5' 56"    |
| 10 | Ivan Basso (ITA)            | Liquigas-Doimo        | + 6' 52"    |

## Classificacions annexes
|    | Ciclista                  | Equip               | Total   |
| -- | ------------------------- | ------------------- | ------- |
| 1r | Alessandro Petacchi (ITA) | Lampre-Farnese Vini | 187 pts |
| 2n | Thor Hushovd (NOR)        | Cervélo TestTeam    | 185 pts |
| 3r | Mark Cavendish (GBR)      | Team HTC-Columbia   | 162 pts |

|    | Ciclista               | Equip                 | Total   |
| -- | ---------------------- | --------------------- | ------- |
| 1r | Anthony Charteau (FRA) | Bbox Bouygues Telecom | 115 pts |
| 2n | Jérôme Pineau (FRA)    | Quick Step            | 92 pts  |
| 3r | Andy Schleck (LUX)     | Team Saxo Bank        | 76 pts  |

|    | Ciclista              | Equip            | Temps       | Temps |
| -- | --------------------- | ---------------- | ----------- | ----- |
| 1r | Andy Schleck (LUX)    | Team Saxo Bank   | 69h 02' 30" |       |
| 2n | Robert Gesink (NED)   | Rabobank ProTeam | + 4' 27"    |       |
| 3r | Roman Kreuziger (CZE) | Liquigas-Doimo   | + 7' 11"    |       |

|    | Equip                  | Temps        | Temps |
| -- | ---------------------- | ------------ | ----- |
| 1r | Caisse d'Epargne (ESP) | 204h 16' 00" |       |
| 2n | Team RadioShack (USA)  | + 8"         |       |
| 3r | Rabobank ProTeam (NED) | + 17' 13"    |       |

## Abandonaments
No es produí cap abandonament durant l'etapa.